# Гарет
Гарет (Гарат) е вулкан, разположен на остров Гауа (Санта Мария), част от архипелага Вануату - група от вулканични острови в южната част на Тихия океан, в границите на Република Вануату. Има координати 14,3 ю.ш. и 167,5 и.д., архипелаг Нови Хебриди. На височина вулканът достига 797 m.
По-голямата част от Гарет е скрита под морското ниво. Издига се на 3000 метра над морското дъно и, въпреки че остров Гауа е широк само 20 km, диаметърът на вулкана е 40 km в основата му. Калдерата му има размери 6 х 9 km и в средата му се намира кратерното езеро Летас. То има формата на полумесец и е най-голямото езеро на Вануату. По южния склон на вулкана са разпръснати многобройни солфатари, а по северния текат горещи извори.
Вулканът изригва често, но ерупциите са слаби и кратки. Обикновено траят 1-2 дни с вулканичен експлозивен индекс 2 до 3. Между 1963 и 1982 година могат да се наброят не по-малко от 13 изригвания.